# Инабу (Аичи)
Варош Инабу (јап. 稲武町) Inabu-chō је варош у области Хигашикамо у планинској области на северу централног дела префектуре Аичи, Јапан и граничи се са префектурама Гифу и Нагано.
Према попису становништва из 2005. године, варош је имала 2.928. становника. Укупна површина је км².
Током раног периода Меиџи катастарске реформе, села Инахаши и Бусецу успостављени су 1. октобра, 1889. Та два села спојила су се у варош Инабу 1940. године и до 30. септембра 2003. године, град је налази унутар области Киташитара, али од 1. октобра 2003. до 31. марта 2005. године, варош је смештена у Хигашикамо.
1. априла 2005. године, Инабу, заједно са вароши Фуџиока селом Обара (оба из области Нишикамо), градови Асуке, Асахи и село Шимојама (сви из области Хигашикаме), их је спојило у проширени град Тојота, и престала да постоји као независна општина.